# Войтенко, Роман Матвеевич
Рома́н Матве́евич Войте́нко (17 сентября 1935 — 17 октября 2020) — российский психиатр, Заслуженный врач РФ, заведующий кафедрой и профессор кафедры социальной психиатрии и психологии Санкт-Петербургского института врачей-экспертов, академик Международной Балтийской педагогической академии, автор более 200 научных работ по социальной психиатрии и психиатрической экспертизе. С момента основания является президентом общественной организации «Санкт-Петербургский фонд социальной психиатрии и реабилитации».

## Деятельность и черты характера
Роман Матвеевич Войтенко является видным специалистом в области социальной психиатрии, медико-социальной экспертизы и реабилитации. Более 30 лет посвятил изучению проблемам социальной психиатрии, реабилитации и врачебно-психиатрической экспертизы. Постоянный консультант Центра Психофизиологической Диагностики МСЧ МВД и ГУИН Министерства Юстиции по Санкт-Петербургу и Ленинградской области.
Отдельной постоянной сферой деятельности Р. М. Войтенко является президентство в «Фонде социальной психиатрии и реабилитации», базирующемся на основе соответствующей кафедры в ГИДУВ экспертизы. Свою работу фонд и центр начал в 1990 году. Специально для конкретной практической деятельности при фонде был создан «Центр социальной психиатрии и реабилитации». В состав центра вошли активно практикующие врачи-психиатры (около двадцати специалистов). Основные направления деятельности Центра: лечение и реабилитация детей с нервно-психическими заболеваниями; социально-психологическая защита стариков (семейная конфликтология, помощь в спорах по дееспособности и пр.); а также независимая психиатрическая экспертиза (военная, судебная или социальная). Каждый год в центре помощь получает более ста человек.
Основными направлениями врачебной, научно-исследовательской и педагогической деятельности профессора Войтенко являются: врачебная экспертиза, реабилитация, детская социальная психиатрия и клинико-экспертная психология. Он сформулировал и обосновал принципы социальной медицины и социальной психиатрии, создал новую концепцию и методологию реабилитации, разработал принципы клинико-экспертной психологии. Кроме того, Р. М. Войтенко является автором раздела справочника по медико-социальной экспертизе и реабилитации (МСЭ при психических болезнях).
С самого начала своей деятельности Роман Войтенко отличался особенной, несомненно выделяющейся из среды коллег, живостью, широтой и демократичностью взглядов. Его работа никогда не ограничивалась только узко профессиональными вопросами. В 1990-х годах он сотрудничал с «Институтом изучения нетрадиционных искусств» (США), а также неоднократно давал интервью и публиковал материалы в газете «Аномалия».
Не раз за время своей врачебной и теоретической практики он обращал пристальное внимание на проблемы и лица как истории, так и актуальной политики. Среди его «заочных пациентов» и предметов анализа оказывались: Усама бин Ладен, Сталин, Гитлер, Ленин и его окружение, а также Шеварднадзе, Жириновский, Горбачёв, Ельцин и многие другие характерные личности и действующие лица современного мира, так или иначе представляющие психолого-психиатрический интерес.
Кроме того, Р. М. Войтенко неизменно интересовался театром, искусством и был близок к артистическому кругу общения. Возможно, именно по этой причине в сферу его постоянных интересов входили самые общие вопросы психологии творчества, эстетики, практики искусства и гуманитарных теорий. По этой причине в зону его внимания регулярно попадали также и персоналии известных художников, композиторов, писателей, деятелей театра и кино (как умерших, так и ныне живущих), а также в целом история живописи и шире — искусства вообще, особенно в той своей части, которая примыкала к его основной профессии. В частности, именно на этой почве в середине 1990-х годов с Романом Войтенко активно контактировал и сотрудничал композитор и писатель Юрий Ханон. Так, в 1993 году регулярный журнал искусств «Место печати» опубликовал оригинальную статью (написанную в форме свободного диалога) «Беседа с психиатром в присутствии увеличенного изображения Скрябина», посвящённую психологическим аспектам жизни и творчества композитора А. Н. Скрябина. Также и на первых страницах крупной монографии «Скрябин как лицо» (С.-Петербург, 1995) можно обнаружить посвящение Р. М. Войтенко, хотя и выполненное в такой же особой и нетрадиционной форме, как и вся книга.

## Публикации
- Войтенко Р. Μ., Социальная психиатрия с основами медико-социальной экспертизы и реабилитологии: Руководство для врачей и психологов. — СПб.: ИКФ «Фолиант», 2002. — 256 с. ISBN 5-86581-076-6
- Войтенко Р. Μ., Детская социальная психиатрия, Санкт-Петербург, 2014, 1-284
- Войтенко Р. Μ., Основы реабилитологии и социальная медицина. Концепция и методология, Санкт-Петербург, 2011, 1-104
- Войтенко Р. Μ., Актуальные проблемы МСЭ и реабилитации при психических болезнях, Санкт-Петербург, 2003, 1-382
- Войтенко Р. Μ., Пограничные состояния. Избранные вопросы, Санкт-Петербург, 2011, 1-250
- Войтенко Р. Μ., Бровин А. Н., Расстройства личности и поведения, Санкт-Петербург, 2013, 1-104
- Войтенко Р. Μ., Клинико-экспертная психология, Санкт-Петербург, 2010, 1-259
- Справочник по медико-социальной экспертизе и реабилитации, 4 издание. Под. ред. В. Г. Помникова, М. В. Коробова, СПб. Сост. Войтенко Р. Μ.: Гиппократ , 2017. — 1150 с. ISBN 978-5-8232-0635-8
- Юрий Ханон, «Беседа с психиатром в присутствии увеличенного изображения Скрябина»  (естественно-разговорная мистерия в одном акте), «Место печати» (регулярный журнал искусств), № 4, 1993, М.: Obscuri Viri & издательство «Три Кита», стр.173-192, ISBN 5-87852-007-9